# Phạm Nhuệ Giang
Phạm Nhuệ Giang (sinh ngày 19 tháng 12, 1957) là nhà biên kịch - đạo diễn phim, Nghệ sĩ nhân dân Việt Nam. Bà là một trong số ít những đạo diễn nữ ở Việt Nam, bà thành công với nhiều bộ phim điện ảnh lẫn truyền hình như: Thung lũng hoang vắng, Hậu họa, Trò đời, Lập trình cho trái tim... Trong số đó có những phim đoạt giải Bông sen bạc, Cánh diều vàng...

## Tiểu sử
Phạm Nhuệ Giang là con thứ út trong gia đình có hai anh em, mẹ là diễn viên Bích Châu, bố là đạo diễn điện ảnh Phạm Văn Khoa, bố mẹ bà sau này đã ly hôn.
Nhuệ Giang sinh tại Hoàn Kiếm, Hà Nội, tên của của bà được đặt theo tên sông Nhuệ (Hán Việt : Nhuệ Giang). Gia đền bên ngoại của bà là hậu duệ của tướng quân Nguyễn Hữu Chỉnh.

## Sự nghiệp
Nhuệ Giang được học đàn chuyên nghiệp từ lớp 1, học piano 9 năm tại trường Âm nhạc Việt Nam và là bạn cùng lớp với Đặng Thái Sơn. Năm 1980, bà tốt nghiệp Đại học Xây Dựng và có hai năm làm việc cho Công ty xây dựng số 1, từng làm giám sát xây dựng Cung Văn hóa Lao động Hữu nghị Việt Xô. Năm 1983 bà tiếp tục nhập học Trường Đại học Sân khấu Điện ảnh, làm lại từ đầu và trở thành một trong những sinh viên khoa đạo diễn đầu tiên của trường. Sau khi tốt nghiệp, bà công tác tại Hãng phim truyện Việt Nam bắt đầu với vai trò phó đạo diễn và chỉ đạo sản xuất rồi trở thành nữ đạo diễn duy nhất của hãng trong hơn 30 năm. Theo tiêu chí của Hãng phim, để trở thành đạo diễn chính thức như các đồng nghiệp khác Phạm Nhuệ Giang cũng phải trải qua vị trí Phó đạo diễn cho 3 bộ phim. Bà từng làm phó cho đạo diễn Đặng Nhật Minh qua các bộ phim Trở về, Thương nhớ đồng quê, Hà Nội Mùa đông 46 và Mùa ổi.
Trong sự nghiệp đạo diễn của mình, Phạm Nhuệ Giang làm phim không nhiều, nhưng bộ phim nào ra mắt đều được công chúng trong nước và quốc tế đón nhận nồng nhiệt. Phim ngắn Chú bé culi của bà được kênh truyền hình Canal+ của Pháp mua lại vào năm 1992.
Bà tự chuyển thể bộ phim điện ảnh đầu tay của mình là "Bỏ trốn" từ truyện ngắn của Phan Thị Thanh Nhàn; bộ phim sau đó giành giải B của Giải thưởng Hội Ðiện ảnh Việt Nam 1996 và Giải thưởng Ban giám khảo bình chọn tại Liên hoan phim Việt Nam lần thứ 12. Năm 1996, sau khi làm xong phim "Bỏ trốn", bà có ý định chuyển thể tiếp truyện ngắn "Tâm hồn mẹ" nhưng cốt truyện quá ngắn, không có nhiều tình tiết để các nhà biên kịch phát triển thê. Một thời gian dài sau khi nhiều nhà biên kịch từ chối, Phạm Nhuệ Giang đã tự mình hoàn thành kịch bản phim này. Năm 1997, Nhuệ Giang viết kịch bản và đạo diễn bộ phim truyền hình Mọi thời của họ. Bộ phim Thung lũng hoang vắng năm 2001, đã đánh dấu bước ngoặt trong sự nghiệp đạo diễn của bà. Bộ phim giành giải Bông sen bạc, một giải thưởng của Liên hoan phim Melbourne, còn bà được giải Mai Vàng; bộ phim cũng mang lại cho diễn Hồng Ánh giải Bông Sen Bạc cho vai nữ chính và giải quay phim xuất sắc cho nhà quay phim Lý Thái Dũng. Nhuệ Giang cũng là một người tuyển trạch diễn viên mát tay, khi lựa được những diễn viên không chuyên để lại ấn tượng trong các bộ phim bà tham gia sản xuất, như: Mai Hoa cho Đời cát, Lan Hà cho Trái tim bé bỏng và Thu Trang cho Thung lũng hoang vắng.
Năm 2003, Nhuệ Giang gác lại mọi công việc để bắt tay vào học tiếng Anh, khi nhận được suất học bổng master về nghệ thuật của Quỹ Ford. Năm 2005, bà dành một tháng để nghiên cứu lịch sử điện ảnh rồi giảng dạy trong sáu năm tiếp theo. Năm 2011, bà cho ra mắt bộ phim điện ảnh Tâm hồn mẹ sau hơn 20 năm lên ý tưởng và dựng kịch bản. Bộ nhận được bằng khen của ban giám khảo Liên hoan phim Việt Nam lần thứ 17 và giải Phim xuất sắc do ban giám khảo Liên hoan phim Việt Nam tại Pháp bình chọn.
Từ khi nghỉ hưu năm 2015, Nhuệ Giang tiếp tục đóng góp cho nghệ thuật khi giảng dạy đạo diễn tại Trường Đại học Sân khấu Điện ảnh Hà Nội, làm giám khảo chấm giải tại Trung tâm Hỗ trợ tài năng và phát triển điện ảnh Việt Nam, biên kịch và làm phim truyền hình. Bà có được thành công nhất định khi làm phim truyền hình với các phim Sống gượng, Hậu họa, Trò đời...

## Gia đình
Sau thời gian cùng thực tập khi quay bộ phim  "Đứng trước biển", bà kết hôn với đạo diễn Nguyễn Thanh Vân, con trai đạo diễn Hải Ninh. Việc kết hôn của họ dù không có sự đồng thuận từ bố mẹ vì chênh lệch tuổi tác.

## Tác phẩm
| Năm  | Tựa đề                    | Định dạng            | Vai trò                                  | Ghi chú                         |
| ---- | ------------------------- | -------------------- | ---------------------------------------- | ------------------------------- |
| 1985 | Đứng trước biển           | Điện ảnh             | Thực tập sinh                            | Đạo diễn: Trần Phương           |
| 1991 | Canh bạc                  | Điện ảnh             | Phó đạo diễn                             | Đạo diễn: Lưu Trọng Ninh        |
| 1992 | Chú bé Cu-li              | Phim ngắn            | Đạo diễn                                 | Đồng đạo diễn: Phạm Thanh Phong |
| 1992 | Chuyện tình trong ngõ hẹp | Điện ảnh             | Phó đạo diễn                             | Đạo diễn: Nguyễn Thanh Vân      |
| 1994 | Cây Bạch Đàn vô danh      |                      | Phó đạo diễn                             | Đạo diễn: Nguyễn Thanh Vân      |
| 1994 | Trở về                    |                      | Phó đạo diễn                             | Đạo diễn: Đặng Nhật Minh        |
| 1995 | Thương nhớ đồng quê       | Điện ảnh             | Phó đạo diễn                             | Đạo diễn: Đặng Nhật Minh        |
| 1996 | Bỏ trốn                   | Điện ảnh             | Đạo diễn / Biên kịch                     | Phim điện ảnh đầu tay           |
| 1997 | Hà Nội mùa đông năm 46    | Điện ảnh             | Phó đạo diễn                             | Đạo diễn: Đặng Nhật Minh        |
| 1998 | Khoảng vỡ                 | Điện ảnh             | Phó đạo diễn                             | Đạo diễn: Nguyễn Thanh Vân      |
| 1999 | Đời cát                   | Điện ảnh             | Phó đạo diễn                             | Đạo diễn: Nguyễn Thanh Vân      |
| 1999 | Mỗi thời của họ           | Ngắn tập             | Đạo diễn / Biên kịch                     | Đồng biên kịch: Đỗ Trí Hùng     |
| 2002 | Thung lũng hoang vắng     | Điện ảnh             | Đạo diễn                                 |                                 |
| 2000 | Mùa ổi                    | Điện ảnh             | Phó đạo diễn                             | Đạo diễn: Đặng Nhật Minh        |
| 2003 | Người đàn bà mộng du      | Điện ảnh             | Phó đạo diễn                             | Đạo diễn: Nguyễn Thanh Vân      |
| 2003 | Vào đời                   | Điện ảnh truyền hình | Đạo diễn                                 | [ 17 ]                          |
| 2006 | Đợi đến ngày Tết          | Điện ảnh truyền hình | Đạo diễn                                 | [ 18 ]                          |
| 2007 | Hậu họa                   | Phim truyền hình     | Đạo diễn                                 |                                 |
| 2009 | Khoan nói lời yêu thương  | Video / ngắn tập     | Đạo diễn                                 |                                 |
| 2009 | Lập trình cho trái tim    | Dài tập              | Đồng đạo diễn (phần 1) Đạo diễn (phần 2) |                                 |
| 2011 | Mùa hạ yêu dấu            | Dài tập              |                                          |                                 |
| 2011 | Tâm hồn mẹ                | Điện ảnh             | Đạo diễn / Biên kịch                     |                                 |
| 2013 | Lạc lối                   | Điện ảnh             | Đạo diễn / Biên kịch                     | Đồng biên kịch: Nguyễn Quang    |
| 2013 | Trò đời                   | Dài tập              | Đạo diễn                                 |                                 |
| 2015 | Chuyện tình rừng ngập mặn | Dài tập              | Đạo diễn                                 |                                 |
| 2019 | Sống gượng                | Dài tập              | Đạo diễn                                 |                                 |

## Giải thưởng

### Giải thưởng cá nhân
- 2002 - Giải Mai Vàng lần thứ 7 - dành cho đạo diễn phim Thung lũng hoang vắng.[19]
- 2007 - Danh hiệu Nghệ sĩ ưu tú.[20]
- 2010 - Giải Cánh diều 2009 - đạo diễn xuất sắc hạng mục phim video, phim Khoan nói lời yêu thương.[5]
- 2015 - Danh hiệu Nghệ sĩ nhân dân.
- 2017 - Giải thưởng Nhà nước về Văn học Nghệ thuật.

### Giải thưởng cho tác phẩm
| Năm  | Tổ chức                                             | Phim                     | Hạng mục                                  | Kết quả                   | Ghi chú                                                  |
| ---- | --------------------------------------------------- | ------------------------ | ----------------------------------------- | ------------------------- | -------------------------------------------------------- |
| 1996 | Giải thưởng Hội Điện ảnh Việt Nam                   | Bỏ trốn                  | Phim truyện nhựa                          | Giải B                    |                                                          |
| 1999 | Liên hoan phim Việt Nam lần thứ 12                  | Bỏ trốn                  | Giải của Ban giám khảo                    | Đoạt giải                 |                                                          |
| 2001 | Liên hoan phim Việt Nam lần thứ 13                  | Thung lũng hoang vắng    | Phim điện ảnh                             | Giải Bông sen bạc         |                                                          |
| 2002 | Giải thưởng Hội Điện ảnh Việt Nam 2001              | Thung lũng hoang vắng    | Phim truyện nhựa                          | Giải B                    | Năm này không có giải A                                  |
| 2002 | LHP quốc tế Melbourne                               | Thung lũng hoang vắng    | Giải Fipresci cho các đạo diễn trẻ châu Á | Đoạt giải                 | Giải thưởng của Liên đoàn Các nhà phê bình phim quốc tế  |
| 2006 | Lliên hoan truyền hình toàn quốc lần thứ 26         | Đợi đến ngày Tết         |                                           | Giải Bạc                  | [ 18 ] [ 21 ]                                            |
| 2008 | Giải Cánh diều 2007                                 | Hậu họa                  | Phim truyền hình                          | Cánh diều vàng            |                                                          |
| 2010 | Giải Cánh diều 2009                                 | Lập trình cho trái tim   | Phim truyền hình                          | Khuyến khích              |                                                          |
| 2010 | Giải Cánh diều 2009                                 | Khoan nói lời yêu thương | Phim video / phim ngắn tập                | Cánh diều vàng            | phim giành thêm giải cho đạo diễn và nam diễn viên chính |
| 2011 | Liên hoan phim Việt Nam lần thứ 17                  | Tâm hồn mẹ               |                                           | Giải thưởng Ban giám khảo |                                                          |
| 2012 | Giải Cánh diều 2012                                 | Lạc lối                  | Phim điện ảnh                             | Cánh diều bạc             | Phim giành thêm giải cho Âm Nhạc                         |
| 2013 | Liên hoan phim quốc tế các nữ đạo diễn tại Dortmund | Tâm hồn mẹ               |                                           | Vào được chung kết        | [ 25 ]                                                   |
| 2014 | Liên hoan phim Việt Nam tại Pháp                    | Tâm hồn mẹ               | Phim xuất sắc nhất                        | Đoạt giải                 | Phim còn nhận giải Nam diễn viên chính xuất sắc          |
| 2014 | Liên hoan phim Việt Nam tại Pháp                    | Tâm hồn mẹ               | Giải khán giả bình chọn                   | Đoạt giải                 | Phim còn nhận giải Nam diễn viên chính xuất sắc          |
| 2014 | Ấn tượng VTV                                        | Trò đời                  | Phim truyền hình ấn tượng                 | Đề cử                     |                                                          |